# Eulithis circumscripta
Eulithis circumscripta là một loài bướm đêm trong họ Geometridae.